# Henri de Rohan
Henri de Rohan (ur. 21 sierpnia 1579 w Blain, zm. 13 kwietnia 1638 w Königsfelden) – francuski wojskowy, pisarz oraz przywódca hugenotów, od roku 1603 diuk de Rohan (książę Rohan).

## Życiorys
Urodził się w Bretanii, w zamku Blain. Jego ojcem był René II de Rohan, głowa jednego z najbardziej wpływowych rodów we Francji, połączony więzami rodzinnymi z przedstawicielami wielu rodów panujących w różnych częściach Europy.
Henri był kształcony przez matkę – kobietę uczoną, posiadającą silny charakter. Był on drugim synem małżeństwa Rohanów, jednak po śmierci starszego brata René, który umarł w młodym wieku, Henri stał się spadkobiercą rodziców. W wieku 16 lat wstąpił do armii i stał się jednym z faworytów króla Henryka IV. W kolejnych latach odbył podróże do innych europejskich krajów i wyrósł na przywódcę francuskich hugenotów.
W wieku 22 lat Henri został mianowany diukiem i parem Francji. Dwa lata później, w roku 1603, poślubił Marguerite de Béthune, córkę Maximiliena de Béthune de Sully i przeniósł siedzibę rodu do Pontivy. W 1610 służył w wojsku podczas oblężenia Jülich. Później jednak, w wyniku sporów religijnych, znalazł się w opozycji do rządu. Chociaż zabiegał o dobre stosunki z regentką Marią Medycejską i ponownie pojawił się w armii, dał się potem wciągnąć w wir rebelii hugenockiej. Jego autorytet i umiejętności militarne budziły obawę wśród regalistów. Działalność Henriego de Rohan przyczyniła się ostatecznie do zawarcia pokoju w Montpellier.
W 1627 wybuchła jednak kolejna wojna domowa. Tym razem, mimo wielu wysiłków zmierzających do zmiany sytuacji na froncie, de Rohan był zmuszony do zawarcia pokoju na niekorzystnych warunkach. Jego zainteresowania zwróciły się wówczas ku Wenecji. Kiedy Francja zaczęła jednak odgrywać znaczną rolę w wojnie trzydziestoletniej, Henri został wezwany do prowadzenia działań wojennych w Waltelinie. Po wygaśnięciu konfliktu w tym rejonie, po raz wtóry zrezygnował z udziału w życiu publicznym.
W późniejszych latach przyłączył się do oddziałów Bernarda Weimarskiego. Podczas bitwy pod Rheinfelden otrzymał śmiertelną ranę. Zmarł 13 kwietnia 1638 w klasztorze Königsfelden i został pochowany w katedrze Saint Pierre w Genewie.